# Secrétariat à la Santé du Mexique
Le Secrétariat à la Santé du Mexique est l'un des membres du cabinet présidentiel du Mexique, abrégé « SALUD » ("salud" signifiant "santé" en espagnol).

## Liste des secrétaires
- Gouvernement José López Portillo
  - (1976 - 1980) : Emilio Martínez Manautou[2]
  - (1980 - 1982) : Mario Calles López Negrete[2]

- Gouvernement Miguel de la Madrid
  - (1982 - 1988) : Guillermo Soberón Acevedo

- Gouvernement Carlos Salinas de Gortari
  - (1988 - 1994) : Jesús Kumate Rodríguez

- Gouvernement Ernesto Zedillo
  - (1994 - 1999) : Juan Ramón de la Fuente
  - (1999 - 2000) : José Antonio González Fernández

- Gouvernement Vicente Fox
  - (2000 - 2006) : Julio Frenk Mora

- Gouvernement Felipe Calderón
  - (2006 - 2011) : José Ángel Córdova Villalobos
  - (2011 - 2012) : Salomón Chertorivski Woldenberg

- Gouvernement Enrique Peña Nieto
  - (2012 - 2016) : Mercedes Juan López
  - (2016 - 2018) : José Narro Robles

- Gouvernement Andrés Manuel López Obrador
  - (2018 - 2024) : Jorge Carlos Alcocer Varela

- Gouvernement Claudia Sheinbaum
  - (depuis 2024) : David Kershenobich Stalnikowitz